# يان ميرسير (لاعب كريكت)
يان ميرسير (30 مايو 1930 في المملكة المتحدة - 1 مايو 2004 في المملكة المتحدة) (بالإنجليزية: Ian Mercer)‏ هو لاعب كريكت بريطاني. لعب مع Norfolk County Cricket Club ‏.

## وصلات خارجية
- يان ميرسير على موقع إي آس بي آن كريك إنفو (الإنجليزية)